# ريتشية قائمة
ريتشية قائمة (الاسم العلمي:Ritchiea erecta) هي نوع من النباتات تتبع جنس الريتشية من الفصيلة القبارية.